# World Reference Base for Soil Resources
World Reference Base for Soil Resources (WRB) er siden 1998 den internationale standard for jordklassificering. Standarden anbefales af International Union of Soil Sciences (IUSS), og den blev udviklet af International Soil Reference and Information Centre (ISRIC) med økonomisk støtte fra IUSS og FAO. Systemet erstatter den ældre FAO-UNESCOs jordklassifikation.
WRB støtter sig kraftigt til andre moderne klassificeringsmodeller, som f.eks. USAs jordtaxonomi, signaturerne til FAOs Soil Map of the World, den franske Référentiel Pédologique og de tilsvarende russiske modeller. Derfor er den resultatet af internationale forhandlinger vedrørende pedologi.
Klassifikationen er i det væsentlige en jordbeskrivelse som bygger på jordtypernes dannelseshistorie (pedogenese). Den største forskel i forhold til USAs jordklassificering ligger i, at klimaet ikke er en del af systemet med mindre klimaet påvirker forhold i jordprofilen. Så vidt muligt passer jordtypernes kendetegn med dem, man bruger i allerede eksisterende systemer, sådan at sammenligning med de forskellige, nationale og tidligere internationale systemer er så let som muligt.
WRB er tænkt som en sammenkøring af nationale og lokale systemer. Detaljeringsgraden svarer til den amerikanske taksonomis undergrupper, men uden informationer om klimaforhold. Systemet er ikke tilstrækkeligt detaljeret til, at man kan bruge det i kort, der har målestoksforhold over 1:200.000. Der er dog fremsat forslag om at koble WRB sammen med jordbundsinformationer, så man kan udtegne kort i målestoksforholdet 1:50.000, som kan bruges til regional dokumentation.

## WRB 2022 jordgrupper
| Kode | Jordtype   | Kort beskrivelse |
| ---- | ---------- | --- |
| AC   | Acrisol    | Jorde med en argisk horisont, og en basemætning på under 50 %                                                                       |
| AL   | Alisol     | Alisols er altså karakteriseret ved tilstedeværelsen af en argisk B-horisont, hvor der er akkumuleret ler                           |
| AN   | Andosol    | Jorde, som enten har en vitrcccc eller en andisk horisont inden for de øverste 25 cm                                                |
| AT   | Anthrosol  | Anthrosols er jorde, i hvilken menneskelig aktivitet har resulteret i markant ændring eller begravelse af de oprindelige horisonter |
| AR   | Arenosol   | Arenosols er jorde med grovere tekstur end sandy loam.                                                                              |
| CL   | Calcisol   | Jorde med en calcisk eller petrocalcisk horisont inden for de øverste 100 cm                                                        |
| CM   | Cambisol   | Cambisols er nært beslægtet med Luvisols og der findes alle overgangstyper mellem disse to jordbundsgrupper                         |
| CH   | Chernozem  | Jorde med et brunsort overfladelag                                                                                                  |
| CR   | Cryosol    | Cryosols er jorde med én eller flere cryisk horisonter inden for de øverste 100 cm                                                  |
| DU   | Durisol    | Jorde med en durisk eller petrodurisk horisont inden for de øverste 100 cm                                                          |
| FR   | Ferralsol  | Jorde med en ferralisk horisont mellem 25 og 200 cm dybde                                                                           |
| FL   | Fluvisol   | Fluvisols er jorde med fluvisk karaktertræk                                                                                         |
| GL   | Gleysol    | Jorde med gley karaktertræk indenfor 50 cm fra overfladen                                                                           |
| GY   | Gypsisol   | Jorde med et højt gipsindhold |
| HS   | Histosol   | Histosols er jorde med en H-horisont eller en O-horisont, der er mindst 40 cm tyk                                                   |
| KS   | Kastanozem | Jorde med en mollisk horisont og en fugtig chroma på mere end 2                                                                     |
| LP   | Leptosol   | Leptosols er jorde, hvis dybde begrænses af kontinuert hårde bjergarter                                                             |
| LX   | Lixisol    | Andre jorde med en argisk horisont                                                                                                  |
| LV   | Luvisol    | Luvisols er altså karakteriseret ved tilstedeværelsen af en argisk B-horisont, hvor der er akkumuleret ler                          |
| NT   | Nitisol    | Jorde med en nitisk horisont inden for de øverste 100 cm                                                                            |
| PH   | Phaeozem   | Jorde med en mollisk horisont og mere end 50 % basemætning                                                                          |
| PL   | Planosol   | Jorde med en eluvial horisont inden for de øverste100 cm                                                                            |
| PT   | Plinthosol | Jorde med en petroplinthisk eller en plinthisk horisont inden for de øverste 50 cm                                                  |
| PZ   | Podzol     | Podzols er jorde, der indeholder en diagnostisk spodisk B-horisont.                                                                 |
| RG   | Regosol    | Regosols er jorde med en ochrisk A-horisont eller en umbrisk A-horisont.                                                            |
| RT   | Retisol    | |
| SC   | Solonchak  | Jorde med en salisk horisont inden for de øverste 50 cm                                                                             |
| SN   | Solonetz   | Jorde med en natrisk horisont inden for de øverste 100 cm                                                                           |
| ST   | Stagnosol  | |
| TC   | Technosol  | |
| UM   | Umbrisol   | Jorde med en umbrisk horisont |
| VR   | Vertisol   | Jorde med en vertisk horisont inden for de øverste 100 cm                                                                           |